# Malleria argenteofulva
Malleria argenteofulva är en fjärilsart som beskrevs av Munroe 1959. Malleria argenteofulva ingår i släktet Malleria och familjen Crambidae. Inga underarter finns listade i Catalogue of Life.